# Quirino Ordaz Coppel
Quirino Ordaz Coppel (Mazatlán, Sinaloa; 24 de octubre de 1962) es un empresario, abogado, diplomático y político mexicano que se desempeñó como gobernador de Sinaloa desde el 1 de enero de 2017 hasta el 31 de octubre de 2021. Desde el 8 de marzo de 2022 es el embajador de México en España, propuesto por el presidente Andrés Manuel López Obrador. En 2022 fue expulsado del Partido Revolucionario Institucional por aceptar dicho cargo.

## Formación
Quirino Ordaz es licenciado en Derecho egresado de la Universidad Autónoma del Estado de México , tiene una Maestría en Administración Pública por el Instituto Nacional de Administración Pública, además de diplomados en el Instituto Tecnológico Autónomo de México y en la Universidad Nacional Autónoma de México. Se ha desempeñado como empresario del ramo turístico en su ciudad natal de Mazatlán. Su padre, Quirino Ordaz Luna, fue presidente municipal de Mazatlán de 1984 a 1986.

## Carrera política
Quirino Ordaz inició sus actividades políticas como asesor del gobernador del estado de México Alfredo Baranda García de 1985 a 1988 y de ese año a 1991 fue Subdirector de Concertación y Promoción de la entonces Secretaría de Energía, Mina e Industria Paraestatal. En 1994, al asumir Óscar Espinosa Villarreal el cargo de Jefe del Departamento del Distrito Federal, lo nombra titular de la Dirección General de Protección Social, pasando en 1997 a la Dirección General del Sistema Nacional para el Desarrollo Integral de las Familias en el Distrito Federal. En 1997 Oscar Espinoza pasa a ser titular de la Secretaría de Turismo, nombrando a Ordaz como director general de Operación Promocional de la secretaría, hasta 2000 en que pasa a la subdirector general de Promoción del Consejo de Promoción Turística de México.
De 2001 a 2003 se desempeña como delegado del Banco Nacional de Obras y Servicios Públicos en Sinaloa y de 2003 a 2004 pasa a ser tesorero del ayuntamiento de Mazatlán. En 2005 el entonces gobernador de Sinaloa Jesús Aguilar Padilla lo nombró como su secretario particular, en 2005 pasa a la Subsecretaria de Administración y desde el 4 de febrero de 2009 hasta 2010 pasa a ser titular de la Secretaría de Administración y Finanzas de Sinaloa. En 2015 es postulado candidato del PRI y el PVEM a diputado federal por el Distrito 8 de Sinaloa, siendo electo a la LXIII Legislatura que concluyó en 2018 e integrando el grupo parlamentario del Partido Verde Ecologista de México.
El 23 de enero de 2016 anunció su postulación como precandidato de unidad del Partido Revolucionario Institucional a gobernador de Sinaloa para las elecciones del mismo año. Ordaz Coppel resultó electo en las elecciones estatales de Sinaloa de 2016 realizadas el 6 de julio, en los comicios a la gubernatura de Sinaloa, sobre su contrincantes Héctor Melesio Cuén y Martín Heredia.
En marzo de 2022, una vez que fue ratificado como embajador del gobierno de Andrés Manuel López Obrador ante España, fue expulsado del Partido Revolucionario Institucional.